# Kanarevo brdo
Kanarevo brdo (en serbe cyrillique : Канарево брдо) est un quartier de Belgrade, la capitale de la Serbie. Il est situé dans la municipalité urbaine de Rakovica. Au recensement de 2002, il comptait 14 842 habitants.

## Localisation
Kanarevo brdo est situé au nord-ouest de la municipalité de Rakovica, à la limite de la municipalité de Voždovac. Le quartier se trouve dans la vallée du Kaljavi potok, au confluent de ce ruisseau et de la Topčiderska reka. Il est entouré par les quartiers de Banjica, Topčider et Lisičji potok au nord, Košutnjak à l'ouest, Rakovica au sud-est, Miljakovac I au sud et Miljakovac II à l'est. Il est délimité par les rues Patrijarha Dimitrija (à l'ouest), Pere Velimirovića (au nord) et Borska (à l'est et au sud).

## Histoire
Kanarevo brdo s'est développé sur la rive droite de la Topčiderska reka, au sud des forêts-parcs de Košutnjak et de Topčider, sur la route qui reliait Belgrade à son faubourg alors industriel de Rakovica.

## Caractéristiques
Kanarevo Brdo est un quartier principalement résidentiel. Il possède deux écoles élémentaires (Đura Jakšić et Ivo Andrić), un centre médical, et un terrain de football sur lequel joue le FK Rakovica. Un marché y est également situé.

## Transports
Kanarevo Brdo est desservi par plusieurs lignes de bus de la société GSP Beograd, soit les lignes 47 (Slavija – Resnik), 48 (Gare de Pančevački most – Miljakovac II), 50 (Ustanička – Banovo brdo), 54 (Miljakovac I – Železnik – Makiš), 59 (Slavija – Petlovo brdo) et 94 (Novi Beograd Blok 45 – Miljakovac I).
À proximité du quartier se trouve la gare de Rakovica.